# جورگ ریب
جورگ ریب (انگلیسی: Jörg Reeb؛ زادهٔ ۶ ژانویهٔ ۱۹۷۲) بازیکن فوتبال اهل آلمان است.
از باشگاه‌هایی که در آن بازی کرده‌است می‌توان به باشگاه فوتبال آگسبورگ، باشگاه فوتبال کلن، باشگاه فوتبال آرمینیا بیله‌فلد، باشگاه فوتبال بایر ۰۴ لورکوزن، و باشگاه فوتبال زاربروکن اشاره کرد.